# Xenolpium madagascariense
Xenolpium madagascariense är en spindeldjursart som först beskrevs av Beier 1931.  Xenolpium madagascariense ingår i släktet Xenolpium och familjen Olpiidae. Inga underarter finns listade i Catalogue of Life.